# En ung Mumins äventyr
Muminpappans bravader – En ung Mumins äventyr (finska: Muumipapan urotyöt – erään nuoren muumin seikkailut, polska: Pamiętniki Tatusia Muminka) är en finländsk-polsk dockanimerad film från 2021 som bygger på boken Muminpappans memoarer av Tove Jansson. Detta är den fjärde filmen baserad på Muminvärlden och den andra långfilmen från polska studion Animoon att distribueras på bio.

## Handling
När Mumintrollet blir sängliggande efter ett getingstick vill Muminpappan pigga upp honom med äventyr från sin ungdom. Muminpappan berättar om när han blev missförstådd, flydde från ett barnhem och det historiska mötet med uppfinnaren Fredriksson. Han berättar om sina upplevelser med vilda stormar på båten Haffsårkestern och om Självhärskarens Kungarike, hur han grundar en koloni, blir vän med ett spöke och hur han under en stormig kväll räddar Muminmamma ur havet.

## Rollista
| Roll                                                              | Finsk originalröst | Svensk röst     |
| ----------------------------------------------------------------- | ------------------ | --------------- |
| Mumintrollet                                                      | Akira Takaki       | Martin Paul     |
| Unga Muminpappan                                                  | Miiko Toiviainen   | Oskar Pöysti    |
| Unga Muminmamman Mymlans dotter Lilla My                          | Alma Pöysti        | Alma Pöysti     |
| Rådd-djuret / Sniff / Stinky                                      | André Wickström    | André Wickström |
| Muminmamman Hemulens moster                                       | Nina Hukkinen      | Nina Hukkinen   |
| Muminpappan Fredrikson Doktorns assistent                         | Markus Bäckman     | Anders Slotte   |
| Snusmumriken Hemulen Dronten Edward Joxaren Självhärskaren Spöket | Stan Saanila       | Stan Saanila    |
| Snorkfröken Klippdassen Igelkotten Sås-djuret Mymlebarn           | Jenna Hukkinen     | Jenna Hukkinen  |
| Gubben-ur-lådan                                                   | Mark Hauser        | Mark Hauser     |